# Weezer

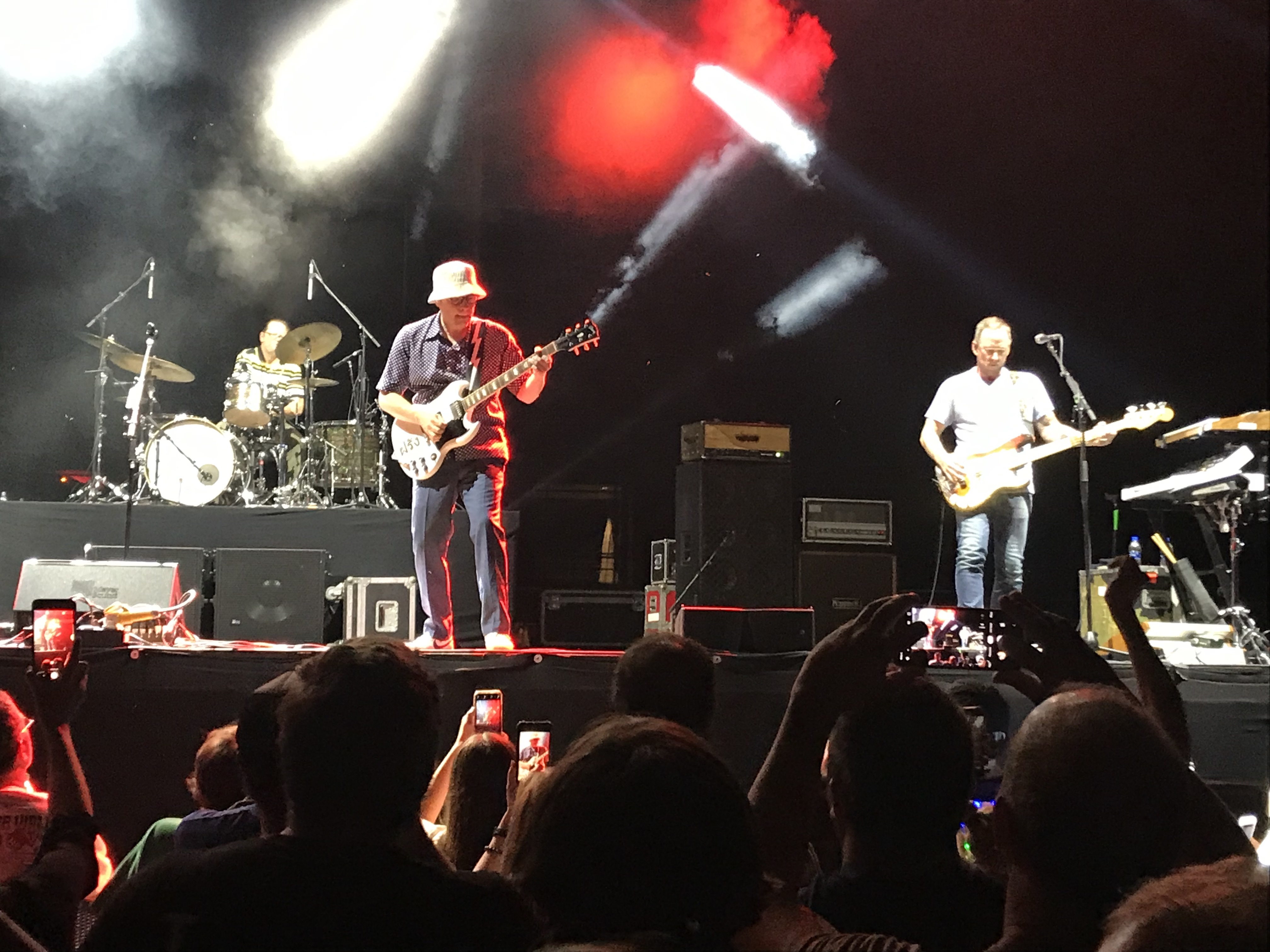
Weezer la concertul din Bethlehem in 2019.

Weezer este o trupă americană de rock alternativ. Membrii formației sunt: 
- Rivers Cuomo (cântăreț, scriitor, chitarist)
- Patrick Wilson (toboșar)
- Brian Bell (chitarist)
- Scott Shriner (basist)

La formarea trupei în anul 1992, rolul de basist ere ocupat de Matt Sharp, care a părăsit trupa din motive neclare în 1998. Locul i-a fost luat de către Mikey Welsh. Acesta a plecat în 2001, din motive personale privind sănătatea lui. Astfel, Scott Shriner a devenit basist, un loc pe care încă îl ocupă.

## Discografie
''Weezer" ("The Blue Album"(1994)
"Pinkerton" (1996)
"Weezer" ("The Green Album"(2001)
"Maladroit" (2002)
"Make Believe" (2005)
"Weezer" ("The Red Album"(2008)
"Raditude" (2009)
"Hurley" (2010)
"Everything Will Be Alright in The End" (2014)
"Weezer" ("The White Album"(2016)
"Pacific Daydream" (2017)
"Weezer"("The Teal Album"(2019)
"Weezer" ("The Black Album"(2019)
"OK Human" (2021)
"Van Weezer" (2021)
"SZNZ: Spring" (2022)
"SZNZ: Summer" (2022)
"SZNZ: Autumn" (2022)
"SZNZ: Winter" (2022)